# Baráthegyi majorság
A Baráthegyi majorság Miskolcon, a diósgyőri Majorság utca 7. szám alatt működő rehabilitációs intézmény, amely a fogyatékos emberek foglalkoztatásával, gondozásával, ellátásával foglalkozik. A majorságot a Szimbiózis Alapítvány működteti.

## Története
A majorság, illetve az alapítvány története az 1990-es évekre nyúlik vissza. Az egyik miskolci alternatív iskolában integráló osztályt hozott létre Jakubinyi László pedagógus, ami azt jelentette, hogy értelmileg akadályozott gyereket vett fel az osztályába. A próbálkozás sikere után Jakubinyi László és az egyik szülő, Lengyelné Kratkóczki Beáta 1999-ben létrehozta a Szimbiózis Alapítványt, amelynek a célja a fogyatékos emberek segítése volt. A szervezet megszületésében és elindításában, a szakmai koncepció kialakításában közreműködött még Georg Kühlewind (Dr. Székely György) vegyész professzor is. Az alapítvány a fogyatékossággal élő embereket teljes értékűnek, egyenrangú partnernek tekinti. Ennek érdekében olyan közösségi színtereket hoztak létre, ahol az épek és a hátrányos helyzetűek közösen, egymás segítésével képesek értékeket létrehozni.
2025-ben Jakubinyi László, a miskolci Szimbiózis Alapítvány elnöke, gyógypedagógus, foglalkozási rehabilitációs szaktanácsadó, diplomás ápoló megkapta a Káplár László Emlékére Kulturális Alapítvány Jó ember-díját.

## Működése
Az alapítvány 2004–ben – pályázati pénz felhasználásával – alapította meg a Baráthegyi majorságot, a Szimbiózis Alapítvány legfontosabb telephelyét, ahol a fogyatékos emberek hasznos, értéket teremtő munkát végezhetnek. A majorság részben pályázatokból tartja fenn magát, de célként tűzték ki az önfenntartás megvalósítását. A helyszín Diósgyőrben, a Bükk-hegység lábánál elterülő Baráthegy, amely az egykor itt élő és tevékenykedő pálos rendről kapta a nevét, egykori kolostoruk romjai a közelben vannak (Árpád út 90.).
A területen eleinte csupán egy hétvégi ház állt, de ezt követően sorra épültek egyéb kiszolgáló épületek. Az öt hektáros területen a központi épület egy 14 fős lakóotthon, ezen kívül különféle manufaktúrák működnek, amelyekben számos tevékenységet végeznek. Hozzávetőleg ötven kecskét tartanak – ők biztosítják a tejet a sajtkészítéshez –, vannak a tyúkjaik, a nyulaik, a szamaraik, a lovaik, de a legnépszerűbbek az alpakák. Többszörös díjnyertes sajtjaikat Miskolc legjobb éttermeibe szállítják és a helyi piacon értékesítik. Megtermelt termékeiket a lakóotthonban élők szükségletein kívül külső felhasználásra is szállítják. Az asztalosműhelyben fapellet- és brikettgyártó kisüzemük is működik.
A majorságban több mint száz megváltozott munkaképességű pszichiátriai beteg, autista, értelmi fogyatékos vagy mozgáskorlátozott ember él és dolgozik, de vannak bejárók is. Ezeknek az embereknek így saját foglalkozásuk van, teljes vagy részmunkaidőben foglalkoztatottak. Mintegy 250 fogyatékossággal élő ember kap munkát és fizetést. Foglalkoznak szabadföldi és üvegházi zöldségtermesztéssel és feldolgozással, gombatermesztéssel, állattartással, gyertyaöntéssel, szappanfőzéssel, fazekassággal, híres a sajtgyártásuk (javarészt saját kecskéik tejéből), de van asztalosműhelyük is. A majorság területén létrehoztak egy erdei iskolát, ahol osztályokat, iskolai évfolyamokat tudnak fogadni, a hozzá tartozó ifjúsági szállóban pedig el is tudják őket helyezni. Van ezen kívül egy család- és fogyatékosságbarát panziójuk is, ahol a rászorultakon kívül bárki foglalhat szállást, és élvezheti a majorság által nyújtott kikapcsolódási lehetőségeket.
A majorság töretlen fejlődése során komoly nehézségek is adódtak: 2019 végén több éjszakai kutyatámadás érte az állatállományt, elpusztult 22, többnyire vemhes anyakecske, és további 16 állatot ért sérülés, köztük két terápiás alpakát is. A legsúlyosabb helyzet 2022 végén adódott, amikor a súlyos energiaválság miatt a majorság bezárni volt kénytelen a kapuit, állatállományuk egy részét eladták, 2023 tavaszáig zárva tartott a panzió, az erdei iskola, és nem fogadtak csoportokat sem. Csupán a lakóotthonok és a konyha üzemelt továbbra is.

## Elismeréseik
- 2003: Holcim-díj
- 2004: Jövő Ház díj
- 2004: Megyei marketing-díj
- 2004: Az év civil szervezete díj
- 2005: Fáy András-díj (OTP)
- 2008: Esélyegyenlőségi díj
- 2008: Miskolci Gyémántok díj
- 2010: Holcim-díj
- 2011: Társadalmi ingerációs díj (Erste)
- 2012. Élő Tisza védjegy
- 2013. HÍR védjegy (Vidékfejlesztési Minisztérium)
- 2014. Harkály védjegy – Minősített Erdei Iskola Szolgáltatás (EMMI, KOKOSZ)
- 2016. Családháló díj (Családháló Közössége)
- 2018. Szociális Farm védjegy
- 2019. Közösségi díj a hagyományos termékekért (Agrárminisztérium)
- 2020. Jószolgálat-díj (Twickel-Zichy Mária Terézia Közhasznú Alapítvány)
- 2020. VIII. Magyar sajtmustra, arany minősítés (Baráthegyi zsíros tehénsajtkrém)
- 2020. VIII. Magyar sajtmustra, bronz minősítés (Baráthegyi zsíros kecskesajtkrém)
- 2021. Pro Urbe kitüntető cím
- 2022. Érték vagy! díj – Az év fejlesztő foglalkoztatója
- 2022. Civil díj – A legjobb társadalmi vállalkozás
- 2022. Szociális munkáért emlékérem
- 2022. X. Magyar sajtmustra, ezüst minősítés (Baráthegyi parenyica)
- 2022. X. Magyar sajtmustra, ezüst minősítés (Baráthegyi kecskesajt)

## Az alapítvány egyéb telephelyei
- Központi iroda (Miskolc, Augusztus 20 utca 12.)
- Szimbiózis habilitációs központ (Miskolc, Forgács Antal utca 18.) A Martinkertvárosban lévő telephelyen 14 fogyatékossággal élő, önellátásra részben képes felnőtt számára biztosítanak szállást. A volt iskolaépület átalakításával és hozzáépítésével kialakítottak egy 40 fős napközi otthont, értelmi fogyatékosok számára, valamint egy 12 fős lakóotthont. A telephelyen különböző kézműves termékeket állítanak elő decoupage technikával, üvegfestéssel, gyöngyfűzéssel stb.
- Lekvárfőző Manufaktúra (Miskolc, Kisfaludy Károly u. 46.) A telephelyen gyümölcs- és zöldségfeldolgozó üzem működik, ahol nappali és bentlakásos fogyatékos emberek lekvárokat, dzsemeket, gyümölcsleveket és zöldségkrémeket állítanak elő.
- Fűzfás Ház (Miskolc, Baráthegyalja u. 156.) A házban 16 szoba, közösségi tér és konyha található, és 12 fogyatékkal élő személy számára biztosít önálló életvitelt biztosító családias otthont.